# Hadrianopolisi csata (378)
A hadrianapoliszi csata (ami adrianapolisi csataként is ismert) 378. augusztus 9-én lezajlott csata Hadrianapolisz vagy más néven Drinápoly (a mai Edirne Törökország európai részén) mellett a gótok és a Római Birodalom között. A gótokat a vizigót Fritigern vezette, a keletrómaiakat Valens császár.
Valens a csatában elesett, serege vereséget szenvedett. A cannaei csata óta ez volt a legnagyobb római vereség, itt alkalmazták a rómaiak utoljára a klasszikus légiókat, ettől kezdve a lovasságra és a kis létszámú fegyveres hadosztályokra bízták a hadviselést.
A csata történetét két kortárs történetíró leírásából (Ammianus Marcellinus és Orosius) ismerjük.

## A csata előtti politikai és katonai helyzet
A Kínából kiűzött hunok 350-ben megdöntötték az alán birodalmat a Don és a Kaszpi-tenger között (más források szerint ez 374-ben következett be). Majd már az alánokkal együtt a keleti gótok országát támadták a mai Nyugat-Ukrajna területén. Hermanarik keleti gót király 370-ben bekövetkezett halála után - Hermanarik öngyilkos lett - a keleti gótok 375-ben vereséget szenvedtek és kapituláltak. A szintén fenyegetett nyugati gótok a Római Birodalomban kerestek menedéket. Egyik részük – a pogányok – Athanarik vezetésével a Duna–Tisza–Maros közére vonult, a másik részük – az ariánusok – Fritigern vezérletével bebocsátást kért a birodalom balkáni területeire. A Valens császárral kötött egyezség alapján 376-ban ott le is telepedtek. Lupicinus és Maximus római helytartók azonban kivételesen rossz bánásmódban részesítették a gótokat: súlyos adókat vetettek ki rájuk, gyermekeiket túszként elhurcolták, feleségeiket pedig eladták. Fritigern erre fellázadt, és segített Alatheus és Saphrax gótjainak tutajokon átkelni a Dunán. Lupicinus balsikerű kísérletet tett arra, hogy a gót vezéreket egy ünnepségen megölesse. Válaszképpen a gótok Marcianopolisnál megsemmisítettek egy római sereget, és a megölt ellenség harci eszközeivel fegyverezték fel magukat. Fritigern ezután a thrákiai Hadrianopolis ellen vezette hadait.

## A csata lefolyása
A Fritigern vezette, több mint 20 000 harcosból álló nyugati gót haderő, és szövetségesei, a keleti gótok, a hunok és az alánok ostromgépek híján vajmi kevés kárt tehettek a falakban. Az ekkor éppen Perzsiában hadakozó Valens császár üzenetben kért segítséget Rómából társcsászár-unokaöccsétől, Gratianustól. Majd a tehetséges Sebastianus vezetésével felmentő sereget küldött a hadrianopolisi helyőrség megerősítésére, s a keleti birodalom hadserege élén ő maga is odaindult.
Mivel Gratianus értesítette, hogy egy nyugati felmentő sereg már útban is van Hadrianopolis felé, Valens jobban tette volna, ha bevárja őket. Mélyen megvetette azonban a barbárokat, és az őt körülvevő udvaroncok sugalmazására, akiktől egyre csak azt hallotta, hogy Gratianus majd elorozza tőle a győzelem dicsőségét, elhatározta: rögtön harcba bocsátkozik a gótokkal, mihelyt rájuk bukkan.
Döntését alátámasztották a felderítők jelentései is, akik a valóságosnak a felére becsülték az ellenség létszámát. Valens augusztus 9-én, egy tikkasztó nyári napon, amikor Hadrianopolistól 13 kilométerre megpillantotta a gótokat,  támadásra szánta el magát anélkül, hogy nyugati uralkodótársa, Gratianus seregét bevárta volna. A római könnyűlovasság meggondolatlan rohamát a szekérvárban védekező gót gyalogság visszaverte. A sztyeppei népek között elterjedt hadviselési módnak megfelelően a gótok is szekértáboruk védelme mögé húzódva harcoltak, különféle lövedékeket zúdítva a támadókra. Habár jelentős számú volt a karddal, pajzzsal, dárdával és hajítófejszével felfegyverzett gyalogságuk, fő erejüket mégis a páncélozott lovasság jelentette. Amint Valens sebes iramban közeledett a gót szekértáborhoz, úgy látszik, figyelmen kívül hagyott egy lényeges dolgot: az éppen portyázásra kirajzott gót lovasság sehol sem mutatkozott.
A 40 000 fős, lovassággal megerősített római sereg a hosszú meneteléstől már kimerülve és zilált alakzatokban érkezett a táborhoz. Az élen a jobbszárnyi lovasság, középen a légionáriusok egymásba zsúfolódott tömegei, hátul pedig a balszárnyi lovasság haladt. Fritigern megpróbált időt nyerni, ezért békét kérő követeket küldött a császárhoz, miközben lóhalálában elvágtató hírnökei a lovasság keresésére indultak. A rómaiak a támadás előkészítéseként éppen elkezdték körülzárni a szekértábort, amikor egy fegyelmezetlen ibériai segédcsapat váratlanul tüzelni kezdett a gótokra, és csakhamar heves tűzpárbaj alakult ki. A római seregtől jobbra lévő magaslaton ekkor feltűnt az Alatheus és Saphrax vezette páncélos lovasok sokasága. Látván a síkságon kialakult helyzetet, a gótokkal szövetséges alánok egy csapata villámként zúdult le a domboldalon, és oldalba kapta a római lovasság jobbszárnyát, amely összeroppant, és megsemmisítő vereséget szenvedett. Mögöttük özönlöttek le a síkságra a gót lovasok ezrei, oldalról és hátulról támadtak az ostromlókra, és a szekértábor felé szorították őket. A rómaiaknak arra sem maradt idejük, hogy soraikat rendezzék és megpróbálkozzanak az ellenállással. Csupán a balszárnyi lovasság néhány egységének sikerült elmenekülnie a teljes bekerítés elől. A védtelenül összezsúfolódott római légiókra ekkor lecsapott a szekértáborból előretörő Fritigern kb. 50 000 fős gyalogsága, és az öldöklés egyre féktelenebbé vált. A mozgásképtelen rómaiak tömegesen haltak meg úgy, hogy legtöbben a sűrű tömegben még csak elesni sem tudtak. Százával fulladtak meg vagy taposták őket halálra; akik pedig megpróbáltak kitartani, azokat előbb-utóbb lövedék találta el. Szinte a teljes római gyalogság odaveszett – 2/3 része holtan maradt a csatatéren – Sebastianus és 35 tribunus, s maga Valens császár is elesett a harcban.

## Képek

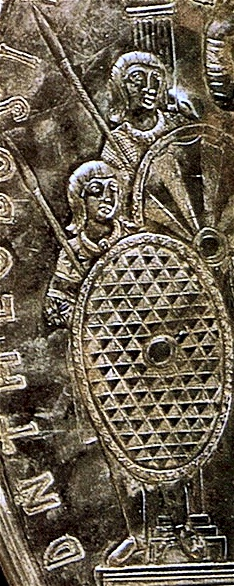
Gót harcosok
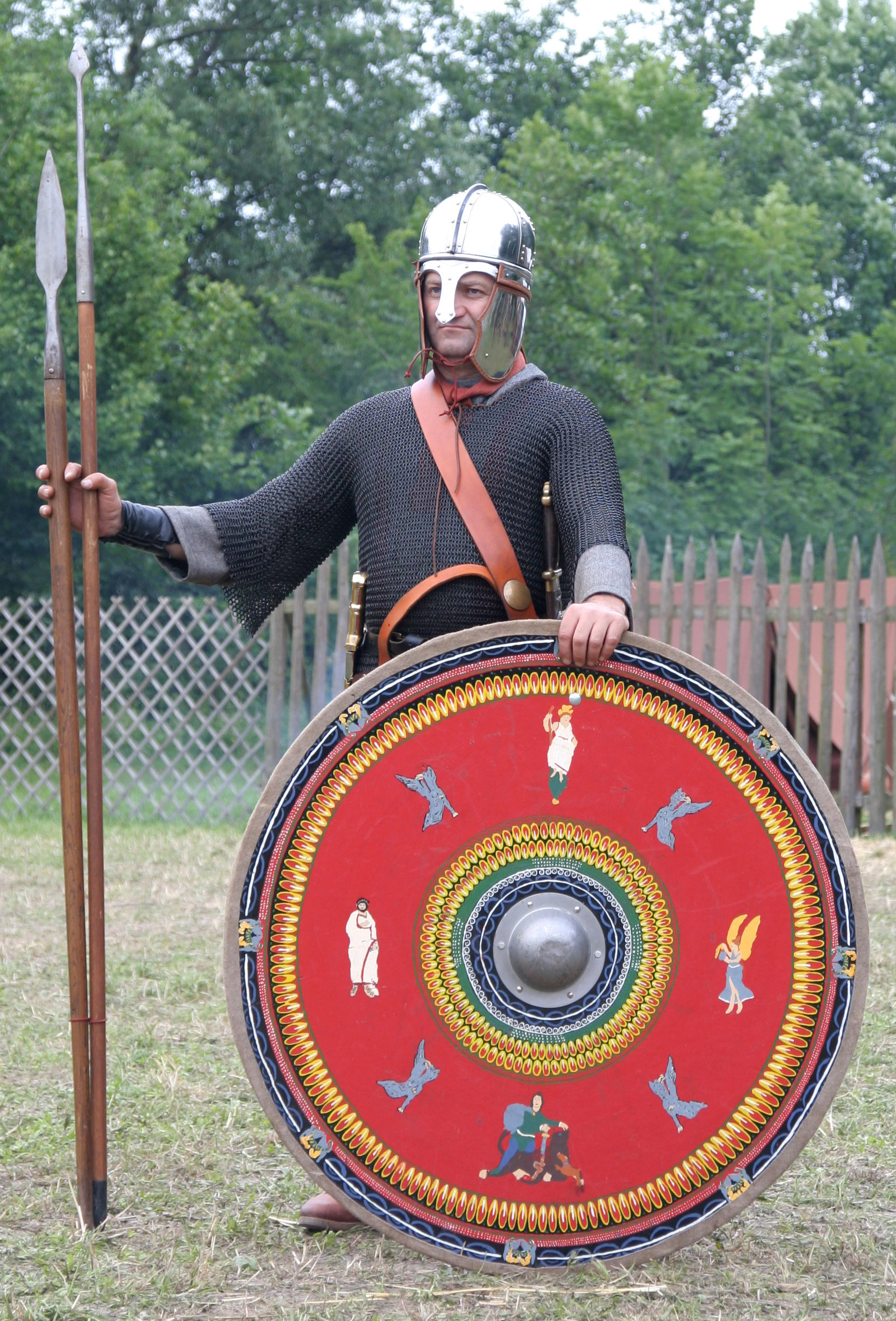
Római legionarius

## A csata következményei
Hadrianopolisnál megmutatkozott, hogy a korábban négy-ötszáz éven át oly hatékonyan működő római légionárius hadszervezet felett eljárt az idő. A keményen küzdő légionárius nem volt már egyenlő ellenfele az ázsiai sztyeppékről érkező vértbe öltözött lovasoknak. A hadrianopolisi csata volt a lovas katona felemelkedésének a kezdete, akik innentől átvették a római nehézgyalogságtól az uralkodó haderőnem szerepét.
A birodalom haderejét olyan csapás érte, amit igazán többé már nem tudott kiheverni, s ezért alapjaiban rendült meg. A hadrianapoliszi vereség eredményeképpen az alánok, a gótok és a hunok tömegesen települtek be Pannónia területére. 382-ben I. Theodosius keletrómai császárnak sikerült a szövetségi szerződést a gótokkal megújítani, ami engedélyezte, hogy a nyugati gótok Alsó-Moesiában lényegében önálló politikai egységet alkothassanak. Ettől kezdve azonban a szövetségesként elismert gótok aktív résztvevői lettek a következő évek trónharcainak, s alig három évtized múltán pedig már közvetlenül Rómát fenyegették.

## Fordítás
- Ez a szócikk részben vagy egészben  a   Batalla de Adrianópolis című spanyol Wikipédia-szócikk fordításán alapul.  Az eredeti cikk szerkesztőit annak laptörténete sorolja fel. Ez a jelzés csupán a megfogalmazás eredetét és a szerzői jogokat jelzi, nem szolgál a cikkben szereplő információk forrásmegjelöléseként.